# Kaguya-hime no Monogatari
Chuyện công chúa Kaguya (かぐや姫の物語 Kaguya-hime no Monogatari) là một phim anime phát hành vào mùa thu năm 2013 của Studio Ghibli, kịch bản và đạo diễn bởi Takahata Isao. Phim được dựa trên truyện cổ tích Nàng tiên trong ống tre.

## Cốt truyện
Câu chuyện mở đầu với Okina Miyatsuko - một ông lão đốn tre để kiếm sống, bất ngờ bắt gặp Kaguya - cô gái nhỏ ngồi trong cây măng phát sáng giữa rừng tre. Tin rằng đây là món quà trời ban, ông đưa cô về nhà. Okina và vợ ông - Ona sau đã quyết định nhận Kaguya (lúc bấy giờ hai ông bà vẫn gọi cô dưới cái tên "công chúa") làm con của họ. Bỗng nhiên, Kaguya bất ngờ biến hình thành một bé gái sơ sinh và Ona cũng nhận ra mình có thể cho con bú. Cô bé lớn nhanh như thổi và được bọn trẻ trong làng đặt cho cái tên "Búp măng". Bằng vẻ đẹp và tính cách hồn nhiên của mình, Kaguya đã thu hút rất nhiều chàng trai, trong đó có Sutemaru, người trưởng thành nhất trong đám trẻ làng.
Ngày nọ, Okina tìm thấy rất nhiều vàng và quần áo đẹp trong lùm tre, như cách ông tìm thấy Kaguya. Ông coi chúng như một minh chứng cho nguồn gốc thần thánh của Kaguya và bắt đầu biến cô trở thành nàng công chúa thật sự. Ông quyết định chuyển nhà đến kinh thành, buộc Kaguya phải rời xa bạn bè. Kể từ đó, cô ở trong một căn nhà rộng lớn cùng với rất nhiều người hầu. Cô cũng được giáo dục để trở thành một công chúa thực thụ. Nhưng Kaguya cho rằng cuộc sống không phải là sự gò bó theo khuôn phép mà nên tràn ngập tự do và tiếng cười.
Khi đến tuổi trưởng thành, Kaguya chính thức lấy danh vị "công chúa Kaguya" do vẻ đẹp của cô.
Khi Kaguya đã lớn, Okina tổ chức một buổi lễ trưởng thành cho cô. Tại buổi lễ, Kaguya tình cờ nghe thấy vài người khách đang thì thầm rằng cha cô đã dùng tiền để biến cô từ một cô gái thôn quê trở thành một công chúa. Thất vọng, cô rời khỏi kinh thành và trở về ngọn núi, tìm Sutemaru và những người bạn khác, nhưng rồi cô phát hiện ra rằng họ đều đã rời đi. Kaguya ngất đi trong tuyết và khi tỉnh dậy, cô thấy mình vẫn đang ở bữa tiệc.
Kaguya ngày càng trở nên xinh đẹp và được nhiều người cầu hôn. Trong đó có năm người đàn ông thuộc dòng dõi quý tộc thường kiên nhẫn đứng trước nhà cô, nói sẵn sàng làm bất kì điều gì để có được cô. Kaguya nói, cô chỉ cưới người mang về cho cô báu vật huyền thoại mà cô yêu cầu. Có hai người cầu hôn đem về cho cô đồ giả. Người thứ ba hèn nhát bỏ cuộc, và người thứ tư cố gắng lừa bịp cô với những lời lẽ dối trá. Khi người thứ năm chết vì đi tìm báu vật, Kaguya hoàn toàn suy sụp. Trong lúc đó, nhà vua để ý đến cô. Bị mê hoặc bởi vẻ đẹp của cô, ông bắt cô về làm vợ. Kaguya biến mất trước sự ngạc nhiên của nhà vua. Nhận ra mình đã quá ích kỉ, nhà vua từ bỏ mong muốn lấy Kaguya.
Kaguya nhìn lên Mặt trăng, nước mắt chảy dài, cô cầu xin Mặt trăng hãy bảo vệ cô. Kaguya nói với bố mẹ rằng cô đến từ Mặt trăng. Khi còn sống trên Mặt trăng, cô đã cố tình phá luật, hy vọng sẽ được lưu đày đến Trái Đất để có thể trải nghiệm cuộc sống loài người. Khi nhà vua bắt Kaguya về làm vợ, cô khẩn cầu Mặt trăng giúp cô. Nghe thấy lời cầu nguyện, Mặt trăng nói sẽ đưa cô về trong lần trăng tròn tiếp theo. Kaguya thú nhận rằng cô đã gắn bó với Trái Đất nhưng vẫn miễn cưỡng ra đi.
Miyatsuko nói sẽ không để Kaguya đi và bắt đầu tập hợp binh lính để bảo vệ cô. Kaguya trở về vùng quê nơi cô sinh ra lần cuối. Cô nhìn thấy Sutemaru và nói với anh rằng cô đã từng rất hạnh phúc với anh. Sutemaru thề sẽ bảo vệ cô. Cả hai cùng chạy trên đồng cỏ và Kaguya bắt đầu bay. Tuy nhiên cô bị rơi xuống nước ngay sau đó. Sutemaru tỉnh dậy trên đồng cỏ nghĩ đó là một giấc mơ, trong khi Kaguya phải trở về cung điện.
Vào đêm trăng tròn, những nàng tiên sà xuống từ Mặt trăng, nhưng Miyatsuko chẳng thể làm gì. Một nàng tiên đưa cho Kaguya một chiếc áo choàng sẽ xóa hết ký ức về Trái Đất. Kaguya liền khẩn cầu nàng tiên hãy cho cô giây phút cuối cùng bên cha mẹ.
Các nàng tiên quả quyết, nếu không quên hết những ký ức về Trái Đất, Kaguya sẽ bị vấy bẩn khi trở về Mặt trăng. Kaguya không đồng ý, nói rằng cuộc sống trên Trái Đất đầy những điều tuyệt vời. Cuối cùng, các nàng tiên vẫn quàng chiếc áo cho cô, khiến cô quên hết mọi thứ. Trong phân cảnh cuối, Kaguya bay lên mặt Trăng rồi đột nhiên quay lưng nhìn về Trái Đất lần cuối với dòng lệ nhòa.

## Lồng tiếng
- Asakura Aki........ Kaguya-hime
- Kora Kengo........ Sutemaru
- Chii Takeo........ Ông lão
- Miyamoto Nobuko........ Bà lão
- Takahata Atsuko........ Sagami
- Tabata Tomoko........ Menowarawa
- Shinosuke Tatekawa........ Inbe no Akita
- Kamikawa Takaya........ Ishitsukuri no Miko
- Ijūin Hikaru........ Á bộ hữu đại thần
- Uzaki Ryūdou........ Đại bạn đại nạp ngôn
- Shichinosuke Nakamura II........ Mikado
- Hashizume Isao........ Kuramochi no Miko
- Asaoka Yukiji........ Kitanokata
- Nakadai Tatsuya........ Sumiyaki no Roujin

## Quá trình sản xuất
Studio Ghibli lần đầu tiết lộ thông tin Takahata Isao đang thực hiện một phim dài vào năm 2008. Takahata sau đó thông báo tại Liên hoan phim Quốc tế Locarno lần thứ 62 rằng ông sẽ làm phim dựa truyện truyện cổ tích Nhật Bản "Nàng tiên trong ống tre".
Ngày 13 tháng 12 năm 2012, Studio Ghibli và nhà phân phối Tōhō xác nhận việc phát hành phim "Chuyện công chúa Kaguya". Cùng trong tháng đó, Ikebe Shinichiro dự định sẽ đảm trách phần nhạc phim.
Ngày 4 tháng 2 năm 2013, đoàn làm phim thông báo rằng Hisaishi Joe sẽ thay Ikebe phụ trách phần nhạc phim. Đây sẽ là lần đầu tiên Hisashi cộng tác với Takahata Isao và lần đầu tiên ông thực hiện nhạc phim cho đồng thời 2 phim của Studio Ghibli trong cùng một năm; phim kia là anime Kaze Tachinu của Miyazaki Hayao.
Ca khúc chủ đề phim là "Ký ức cuộc đời" (いのちの記憶 Inochi no Kioku) trình bày bởi Nikaido Kazumi. Ngoài ra trong phim còn sử dụng hai ca khúc "Đồng ca" (わらべ唄 Warabe Uta) và "Bài ca thiên nữ" (天女の歌 Tenjo no Uta).

## Phát hành
Chuyện công chúa Kaguya ban đầu dự tính phát hành cùng thời điểm với phim "Kaze Tachinu" vào mùa hè năm 2013. Tuy nhiên, tháng 2 năm 2013, đơn vị phát hành Tōhō thông báo rằng Kaguya sẽ bị lùi lịch đến mùa thu, nêu lý do là bảng truyện chưa hoàn tất.